# Henry J. Nowak

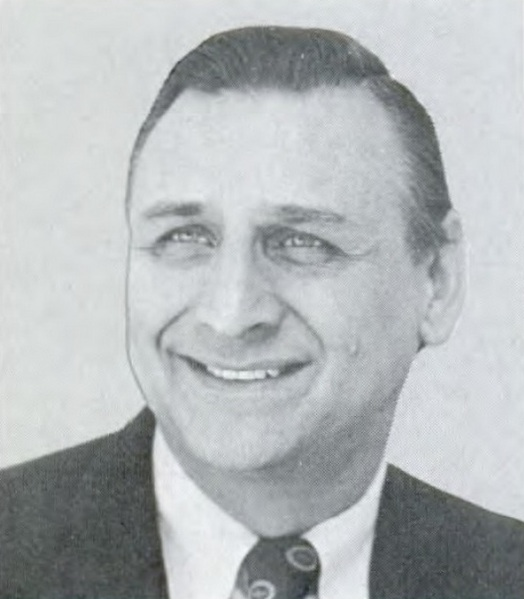
Henry J. Nowak

Henry James Nowak (* 21. Februar 1935 in Buffalo, New York; † 21. Juli 2024 in Florida) war ein US-amerikanischer Politiker. Zwischen 1975 und 1993 vertrat er den Bundesstaat New York im US-Repräsentantenhaus.

## Werdegang
Henry Nowak besuchte die öffentlichen Schulen seiner Heimat und danach bis 1953 die Riverside High School, ebenfalls in Buffalo. Anschließend studierte er bis 1957 am dortigen Canisius College. Während dieser Zeit war er ein erfolgreicher Basketballspieler der Universitätsmannschaft. In den Jahren 1957 und 1958 sowie nochmals von 1961 bis 1962 diente er in der US Army. Nach einem Jurastudium an der University of Buffalo und seiner 1961 erfolgten Zulassung als Rechtsanwalt begann er in diesem Beruf zu arbeiten. Im Jahr 1964 war er stellvertretender Bezirksstaatsanwalt im Erie County; von 1964 bis 1974 arbeitete er bei der dortigen Bezirksverwaltung als Comptroller. Politisch schloss er sich der Demokratischen Partei an. 1970 war er Delegierter beim regionalen Parteitag im Staat New York; im Juli 1972 nahm er an der Democratic National Convention in Miami Beach teil.
Bei den Kongresswahlen des Jahres 1974 wurde Nowak im 37. Wahlbezirk von New York in das US-Repräsentantenhaus in Washington, D.C. gewählt, wo er am 3. Januar 1975 sein Mandat antrat. Nach acht Wiederwahlen absolvierte er bis zum 3. Januar 1993 neun Legislaturperioden im Kongress. Seit 1983 vertrat er dort den 33. Distrikt seines Staates. Während seiner gesamten Zeit als Kongressabgeordneter gehörte er dem Committee on Public Works and Transportation an. Im Jahr 1992 verzichtete er auf eine weitere Kongresskandidatur.
Nach dem Ende seiner Zeit im US-Repräsentantenhaus trat Henry Nowak politisch nicht mehr in Erscheinung.